# Joachim Käschel
Joachim Käschel (* 28. Januar 1951 in Olbernhau) ist ein deutscher Wirtschaftswissenschaftler. Bis zu seiner Emeritierung 2016 war er Professor für Produktionswirtschaft und Industriebetriebslehre an der TU Chemnitz.
Käschel wurde 1951 in Olbernhau geboren. Er studierte Mathematik und promovierte 1977 an der damaligen TH Karl-Marx-Stadt zum Thema Eine Methode des steilsten Abstiegs zur Auffindung einer optimalen Ressourcenaufspaltung in linearen Optimierungsproblemen. Nach einer Tätigkeit als wissenschaftlicher Mitarbeiter an der Sektion für Mathematik wechselte er 1989 an die Sektion Betriebswirtschaft und verteidigte dort seine B-Promotion (entspricht heute der Habilitation).
1993 wurde er auf die Professur für Produktionswirtschaft und Industriebetriebslehre an der damals gerade neu gegründeten Fakultät für Wirtschaftswissenschaften berufen. Käschel wurde im Jahr 1996 erstmals zum Dekan der Fakultät gewählt und hatte diese Funktion bis 2006 inne.
Seine Forschungsinteressen liegen in den Themen Produktionsplanung und -steuerung inkl. Bewertung und Einführung von PPS-Systemen, Materiallogistik, Generierung und Steuerung von Produktionsnetzen sowie dem Einsatz moderner Methoden in der Produktionswirtschaft: Wissensbasierte Systeme, Fuzzy-Technologie, Neuronale Netze, Simulationen, Genetische Algorithmen, Ant Colony Optimization.
Käschel war in folgenden Sonderforschungsbereichen der DFG tätig:
- SFB 457 „Hierarchielose regionale Produktionsnetze“
- SFB 692 „HALS – Hochfeste aluminiumbasierte Leichtbauwerkstoffe für Sicherheitsbauteile“